# Покьер (сеньория)
Сеньория Поскье (фр. Seigneurie de Posquières) — феодальное владение в Южной Франции, располагавшееся в современном французском департаменте Гард. Сеньоры Поскье происходили  из дома виконтов Авиньона. Сеньория располагалась на территории графства Юзес.

## История
Первый правитель Поскье, Раймунд Декан I (ум. после 12 июля 1096), третий сын Беренгера I, виконта Авиньона, происходил из дома виконтов Систерона и Авиньона. Он впервые упоминается как сеньор Поскье 14 февраля 1063 года.
Сеньория Поскье перешла к старшему сыну Раймунда Декана I Раймунду Декану II (ум. август 1138), тогда как его младший сын Райнон (ум. 1156 или позднее) стал сеньором Юзеса. После его смерти Юзес вернулся к сеньорам Поскье. 
Раймунд Декан II имел несколько детей: его старший сын Ростанг I (ум. 1142/1146) унаследовал Поскье, второй сын Бермонд I (ум. после 1174) стал основателем дома сеньоров, а впоследствии виконтов и герцогов Юзеса. Его младшая дочь Файдива вышла замуж за Альфонса Иордана, графа Тулузы. Сын Ростанга I Ростанг II (ум. после 1146) был последним сеньором Поскье. После его смерти титул сеньора Поскье перешел к сеньорам Юзеса.

## Список сеньоров Поскье
- до 14 февраля 1063 года—после 12 июля 1096: Раймунд Декан I (ум. после 12 июля 1096)), сын Беренгера I, виконта Авиньона
- после 12 июля 1096—август 1138 : Раймунд Декан II (ум. август 1138), сын предыдущего
- август 1138—1142/1146 : Ростанг I (ум. 1142/1146), сын предыдущего
- 1142/1146— после 1146 : Ростанг II (ум. после 1146), сын предыдущего
- Сеньория Поскье объединилась с сеньорией Юзес.